# Gornji Dušnik
Gornji Dušnik (izvirno srbsko Доњи Душник) je naselje v Srbiji, ki upravno spada pod Občino Gadžin Han; slednja pa je del Niškega upravnega okraja.

## Demografija
V naselju, katerega izvirno (srbsko-cirilično) ime je Доњи Душник, živi 486 polnoletnih prebivalcev, pri čemer je njihova povprečna starost 40,6 let (40,1 pri moških in 41,2 pri ženskah). Naselje ima 195 gospodinjstev, pri čemer je povprečno število članov na gospodinjstvo 3,03.
To naselje je, glede na rezultate popisa iz leta 2002, večinoma srbsko.
|  |

| Demografija | Demografija     | Demografija     |
| Leto        | Št. prebivalcev | Št. prebivalcev |
| ----------- | --------------- | --------------- |
|             |                 |                 |
|             |                 |                 |
|             |                 |                 |
|             |                 |                 |
| 1948        | 502             |                 |
| 1953        | 549             |                 |
| 1961        | 546             |                 |
| 1971        | 535             |                 |
| 1981        | 547             |                 |
| 1991        | 613             | 610             |
| 2002        | 591             | 591             |
|             |                 |                 |

| Etnična sestava po popisu iz leta 2002 | Etnična sestava po popisu iz leta 2002 | Etnična sestava po popisu iz leta 2002 | Etnična sestava po popisu iz leta 2002 | Etnična sestava po popisu iz leta 2002 |
| -------------------------------------- | -------------------------------------- | -------------------------------------- | -------------------------------------- | -------------------------------------- |
| Srbi                                   | Srbi                                   |                                        | 585                                    | 98,98%                                 |
| Hrvati                                 | Hrvati                                 |                                        | 1                                      | 0,16%                                  |
| Rusi                                   | Rusi                                   |                                        | 1                                      | 0,16%                                  |
| Bolgari                                | Bolgari                                |                                        | 1                                      | 0,16%                                  |
| Neznano                                | Neznano                                |                                        | 3                                      | 0,50%                                  |